# Paco Esteve
Paco Esteve i Beneito (Agres, 2 de octubre de 1979) es un filólogo y escritor valenciano.

## Biografía
Licenciado en Filología catalana por la Universidad de Alicante y en Teoría de la Literatura y Literatura Comparada por la Universidad de Barcelona, ha trabajado de traductor y profesor de lengua catalana. Fue subtitulador en la Filmoteca de Cataluña y profesor de Estudios Catalanes en la Universidad de Santiago de Compostela. Actualmente vive en Mallorca, donde trabaja de asesor lingüístico.
Se dio a conocer con la novela Qui no fa la festa (2013). En 2015 publicó el volumen Agres i dolces, una recopilación divulgativa de lengua, toponimia y literatura oral del pueblo de Agres. En 2016 fue ganador del XXI premio Enric Valor de novela por Si ha nevat, obra que también fue reconocida con el Premio de la Crítica de los Escritores Valencianos. Siguieron El laberint en la roca (2019) y Pandora du sort (2020). En 2021 tradujo el poemario de Samuel Solleiro O mundo dos vivos. Con Somiaria libèl·lules (2023) fue galardonado en la primera edición del premio l'Alcúdia de Narrativa Juvenil.
Fue acordeonista del grupo Ataque Escampe entre 2006 y 2009.